# Макфарланд, Гэри
Гэри МакФарланд (англ. Gary McFarland; 23 октября 1933 — 2 ноября 1971) — американский композитор, аранжировщик, дирижёр, вибрафонист и вокалист. В 1960-х годах он записывался для джазовых лейблов Verve и Impulse! Records. Журнал DownBeat назвал его «одним из самых значимых представителей оркестрового джаза». В 2015 году в рецензии на документальный фильм о Макфарланде на DVD его назвали «одним из самых востребованных нью-йоркских джазовых аранжировщиков 1960-х годов». В рецензии также говорилось, что «расцвет Макфарланда совпал с появлением босса-новы, и Макфарланд умел переводить изменчивую форму песни в оркестровку». Он написал несколько оркестровых произведений для популярных солистов.

## Жизнь
МакФарланд родился в Лос-Анджелесе 23 октября 1933 года, но вырос в Грантс-Пасс, штат Орегон.
Он приобрёл небольшую популярность после работы с джазовыми звёздами Биллом Эвансом, Джерри Маллиганом, Джонни Ходжесом, Джоном Льюисом, Стэном Гетцем, Бобом Брукмайером и Анитой О’Дей.
Помимо собственных альбомов и аранжировок для других музыкантов, он написал музыку к фильмам «Глаз дьявола» (1966) и «Кто убил Мэри, как её там?» (1971). В конце в 1960-х годах он отходил от джаза в сторону часто задумчивого или меланхоличного стиля инструментальной поп-музыки, а также продюсировал записи других исполнителей на своих лейблах Skye Records (работая в партнерстве с Норманом Шварцем, Габором Сабо и Колом Чейдером, до своего банкротства в 1970 году). Он также продюсировал и аранжировал альбом в стиле софт-рок Genesis сестер Венди и Бонни Флауэр.
МакФарланд подумывал о том, чтобы заняться написанием сценариев и аранжировкой для кино и театра. Однако в возрасте 38 лет, 2 ноября 1971 года — в тот же день, когда он завершил работу над бродвейским альбомом, To Live Another Summer; To Pass Another Winter, МакФарланд умер в Нью-Йорке в Больница Святого Винсента от смертельной дозы жидкости метадона которую он принял в баре по адресу 55 Кристофер-стрит в Гринвич-Виллидж. Неизвестно, принял ли он наркотик намеренно или кто-то подмешал его в напиток; полиция не проводила расследование. МакФарланд был женат с 1963 года на Гейл Эвелин Франкель (в девичестве; 1942—2007); у них был сын Майло (1964—2002) и дочь Керри. Майло МакФарланд умер от передозировки героина в том же возрасте, что и его отец, в 38 лет.

## Дискография

### В качестве лидера
- 1961: The Jazz Version of "How to Succeed in Business without Really Trying" — Verve
- 1963: The Gary McFarland Orchestra: Special Guest Soloist: Bill Evans — Verve
- 1963: Point of Departure — Impulse!
- 1964: Soft Samba — Verve
- 1965: Jazz at The Penthouse (1965 club date released in 2014 ad CD with the DVD documentary This Is Gary McFarland!)
- 1965: Tijuana Jazz with Clark Terry — Impulse!
- 1965: The In Sound — Verve
- 1966: Eye of the Devil (soundtrack)
- 1966: Simpático with Gábor Szabó — Impulse!
- 1966: Profiles — Impulse!
- 1966: Soft Samba Strings — Verve
- 1967: The October Suite with Steve Kuhn — Impulse!
- 1968: Scorpio and Other Signs — Verve
- 1968: Does the Sun Really Shine on the Moon? — Skye
- 1969: America the Beautiful: An Account of Its Disappearance — Skye
- 1969: Slaves with Grady Tate — Skye
- 1969: Today — Skye
- 1971: Butterscotch Rum with Peter Smith — Buddah Records
- 1972: Requiem for Gary McFarland — Cobblestone Records

### В качестве продюсера/аранжировщика
- 1961: All the Sad Young Men — Anita O'Day (Verve)
- 1961: Gloomy Sunday and Other Bright Moments — Bob Brookmeyer (Verve) — two compositions by McFarland
- 1962: Essence — John Lewis (Atlantic) — all compositions by McFarland
- 1962: Big Band Bossa Nova — Stan Getz (Verve)
- 1963: Gerry Mulligan '63 — Gerry Mulligan (Verve) — 3 compositions by McFarland
- 1963: The Groovy Sound of Music — Gary Burton (RCA)
- 1965: Latin Shadows — Shirley Scott (Impulse!)
- 1966: Waiting Game — Zoot Sims (Impulse!)
- 1969: Genesis — Wendy and Bonnie (Skye)
- 1969: Dreams — Gábor Szabó (Skye)
- 1969: 1969 — Gábor (Skye)
- 1969: Lena & Gabor — Lena Horne and Gábor (Skye)
- 1971: Steve Kuhn — Steve Kuhn (Buddah)

### В качестве сайдмена
- Bob Brookmeyer, Trombone Jazz Samba (Verve, 1962)